# Diseases Database
Diseases Database är en gratis databas på nätet som tillhandahåller information om förhållanden mellan medicinska tillstånd, symptom och medicinering.
Det använder sig av Unified Medical Language System.